# 1956年メルボルンオリンピックのメキシコ選手団
1956年メルボルンオリンピックのメキシコ選手団（1956ねんメルボルンオリンピックのメキシコせんしゅだん）は、1956年11月22日から12月8日にかけてオーストラリアのメルボルンで開催された1956年メルボルンオリンピックのメキシコ選手団、およびその競技結果。

## メダル
| メダル | 選手名                   | 競技 | 種目         |
| ------ | ------------------------ | ---- | ------------ |
| 金     | ホアキン・カピラ・ペレス | 飛込 | 高飛び込み   |
| 銅     | ホアキン・カピラ・ペレス | 飛込 | 飛板飛び込み |